# Supka Jeromos
Supka Jeromos Antal (Várpalota, 1832. február 12. – Zirc, 1891. február 17.) ciszterci szerzetespap, zirc-pilis-pásztói és szentgotthárdi apát, tanár.

## Élete
Középiskoláit Veszprémben és Pápán végezte. A szabadságharc idején 1848-ban tüzérnek állt be; részt vett a dunántúli ütközetekben; végül Komáromban kapitulált, azután Pesten bujdosott. 1852. április 24-én belépett a ciszterci rendbe. Pappá szentelték 1855. augusztus 21-én; gimnáziumi tanár volt 1855-58-ban Egerben; 1858-59-ben a bécsi egyetemen mennyiségtani és természettudományi előadásokat hallgatott. 1859 és 1869 között tanár volt Székesfehérváron, 1869-től 1879-ig előszállási lelkész. 1879. július 8-án zirci apát lett. 1880-ban a nagykáptalant Zircre hívta össze, az itt hozott határozatok befolyásolták a rend tevékenységét valamint annak belső szervezeteit. Létrehozott egy számvevőséget és részletes költségvetést követelt meg a rendházaktól. Zircen megalapított egy új népiskolát. Legfontosabb intézkedése az volt, hogy a rend szemináriumát, a Bernardinumot Zircről Budapestre helyezte át. Tanügyi érdemeiért 1890-ben a Ferencz-József-rend közép-keresztjét kapta.

## Munkája
- Allocutio abbatis ad suos religiosos occasione installationis. Albae-Regiae, 1879